# 捷克共和國國家圖書館
捷克共和國國家圖書館（捷克語：Národní knihovna České republiky）是捷克共和國的一所中央圖書館，由該國文化部管理。該圖書館的主要建築物位於布拉格的克萊門特學院歷史建築群，該建築物共收藏著約一半的館藏書籍，而剩下的約一半圖書則存放在位於霍斯蒂瓦日（Hostivař）區的一棟建築物內。捷克共和國國家圖書館是捷克最大的圖書館，他不但藏有約6百萬書籍，亦擁有約6萬名註冊讀者。另一方面，該館除了存有捷克語文獻外，他也保存著其他來自土耳其、伊朗和印度的古老資料，而該圖書館亦儲存來自布拉格查理大學的書籍。
捷克共和國國家圖書館在2005年首次獲得由聯合國教科文組織透過其旗下之世界記憶計劃所頒發的「直指獎」（Jikji Prize），以表揚他在數位化古舊文件上的努力，而這次事件也使該館贏得國際認可。這項自1992年開始的世界記憶計劃於首13年內已參與1700份文件的數位化記錄工作。

## 擬議中的新建築

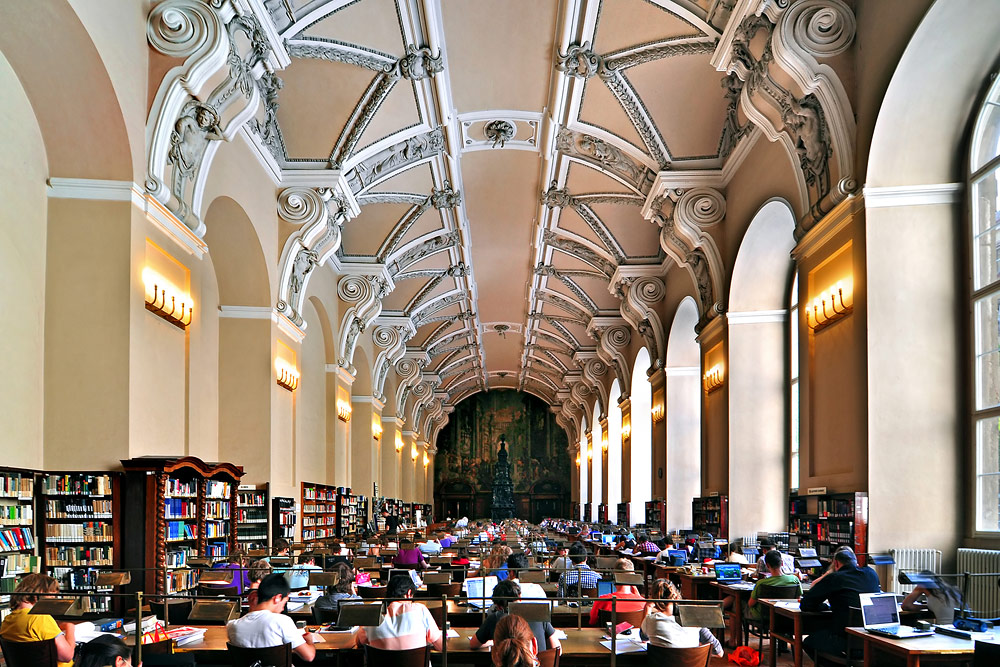
位於克萊門特學院內的公眾閱覽室，其前身是耶穌會信徒住所內的食堂

2006年，捷克議會通過了在位於赫拉德錢斯卡（Hradčanská）地鐵站、斯巴達布拉格足球場和雷特斯加體育場之間的萊特納（Letna）平原上興建一座新圖書館之撥款議案及計劃。經過各機構投標申請後，該計劃的評審委員會在2007年3月選擇捷克設計師揚·卡普利茨基（Jan Kaplický）為該計劃之總執行者，並設定其目標完工日期為2011年。可是該計劃接下來由於遭到包括時任布拉格市長帕韋爾·貝姆（Pavel Bém）和時任總統瓦茨拉夫·克劳斯等政府人士就擬建位置提出反對，因而使計劃受到拖延。到了2008年2月，新圖書館的建築圖則不但還沒有完全確定，而且當時競爭保護辦公室亦決定重新審視該計劃以確定當時投標者是否公平地贏得該次招標。最終由於歐盟委員會在同年指出其招標程序並沒有合法地進行，因此時任文化部部長瓦茨拉夫·耶赫利奇卡（Václav Jehlička）決定宣佈取消該計劃。

## 意外
捷克共和國國家圖書館曾在2002年歐洲水災中遭受影響，當時有部分文件被迫搬上該館上層以防止他們遭到洪水浸濕。另外，由於該圖書館的主建築物於2011年夏季的一場水災中也再次受到影響，所以捷克共和國國家圖書館之後決定在同年7月移除超過4000本書籍。此外，該館在2012年12月亦曾經發生火災，但這場火災並沒有造成任何人員傷亡。

## 外部連結
- 官方网站